# 科夫伦特斯
科夫伦特斯，是西班牙巴伦西亚自治区巴伦西亚省的一个市镇。总面积103平方公里，总人口967人（2001年），人口密度9人/平方公里。